# Rhaphidostegium conterminum
Rhaphidostegium conterminum là một loài rêu trong họ Sematophyllaceae. Loài này được Renauld & Cardot mô tả khoa học đầu tiên năm 1905.